# Plagodis aestiva
Plagodis aestiva là một loài bướm đêm trong họ Geometridae.